# Roseline Vachetta
Roseline Vachetta (Le Mans, 12 dicembre 1951) è una politica francese.

## Biografia
È stata europarlamentare dal 1999 al 2004, eletta in Francia con la lista formata da Lutte Ouvriere e Ligue communiste révolutionnaire.
Per gli stessi partiti è stata candidata alla presidenza della regione Rodano-Alpi nel 2004, ottenendo circa il 4,5% dei consensi.
È stata una dei tre portavoce nazionali della Ligue communiste révolutionnaire (LCR), partito di estrema sinistra francese, al fianco di Alain Krivine e di Olivier Besancenot, prima che tale partito si sciogliesse all'interno del Nuovo Partito Anticapitalista a inizio 2009; in seguito milita nello stesso NPA.